# Distretto di Saryasia
Il distretto di Saryasia  (usbeco Sariosiyo) è uno dei 14 distretti della Regione di Surxondaryo, in Uzbekistan. È il distretto più settentrionale della regione e confina ad est con il Tagikistan. Il capoluogo è Saryasia.